# Francesco de Vico
Francesco de Vico, född 19 maj 1805 i Macerata, död 15 november 1848 i London, var en italiensk astronom och jesuit. 
de Vico var direktor för observatoriet vid Collegio Romano i Rom, men blev under revolutionen 1848 fördriven ur staden. Hans vetenskapliga namn är huvudsakligen fäst vid frågorna om de inre planeternas samt Saturnus och dess ringars fysiska beskaffenhet och rotation. Han upptäckte sex nya kometer, däribland den efter honom uppkallade kometen, 122P/de Vico, med 75,7 års omloppstid, och den kortperiodiska 54P/de Vico-Swift-NEAT med 6,4 års omloppstid. de Vico har även fått en månkrater, De Vico, och en asteroid, 20103 de Vico, uppkallade efter sig. de Vico tilldelades Lalandepriset 1844.